# Бурдук, Виктор Иванович
Виктор Иванович Бурдук (род. 10 ноября 1957, Балтийск, Калининградская область Россия) — Заслуженный деятель искусств Украины, учредитель и руководитель Украинского кузнечного предприятия «Гефест» (Донецк, Украина), председатель Гильдии кузнецов Донбасса, c 2009 года председатель Союза мастеров кузнечного искусства Украины (укр. — Спілка Майстрів Ковальського Мистецтва України), представитель города Донецка в Кольце европейских городов-кузнецов, Президент Ассоциации Дартс Донбасса. Автор проектов Парк кованых фигур, бутик-отель «Испанский дворик» и целого ряда других. Участник Всемирной выставки Миллениум в Ганновере в 2000 году.
18 июля 2013 года датируется свидетельство о государственной регистрации Творческого союза кузнецов и мастеров художественного металла Украины. Инициатором создания этого всеукраинского творческого союза и его председателем стал Виктор Иванович Бурдук.
Виктор Бурдук большую часть жизни жил и работал в Донецке.

## Международный кузнечный фестиваль
Особое место в творчестве Виктора Бурдука занимает проект Парк кованых фигур. На сегодняшний день это не только уникальный в своем роде сквер и яркая достопримечательность Донецка.
Парк кованых фигур — это один из крупнейших на Украине международных фестивалей кузнечного искусства. Проводится ежегодно в сентябре.
Фактически за десяток лет создан музей современного прикладного искусства под открытым небом, в котором представлены работы мастеров со всего мира.

## «Испанский дворик»

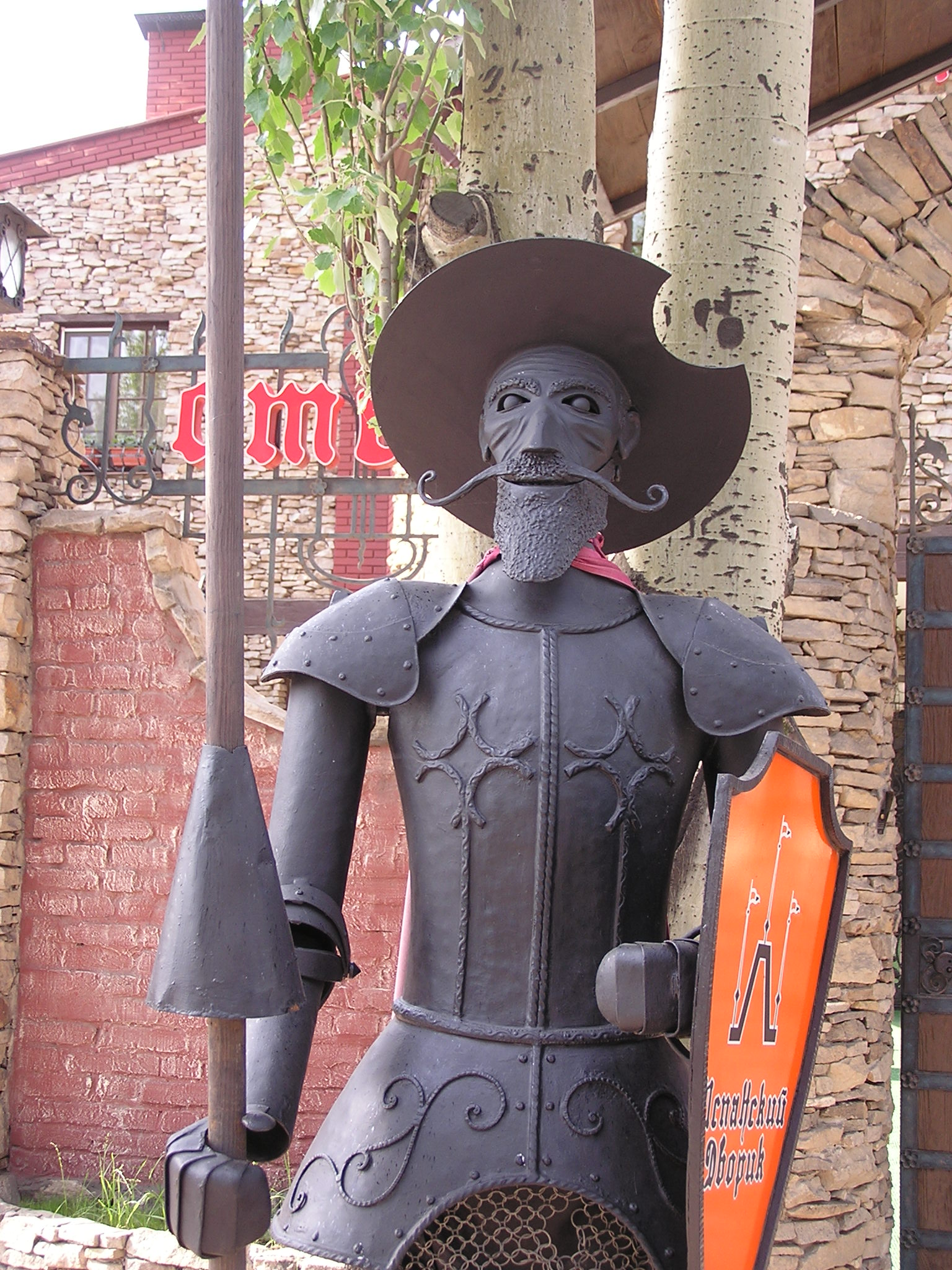
Дон Кихот у входа в «Испанский дворик»

Проект Виктора Бурдука «Испанский дворик» — бутик-отель на 12 номеров и ресторан в Донецке (Украина). В интерьере и мебели гостиницы активно использованы кузнечные технологии. Емкий, по количеству ручной и индивидуальной работы проект, — реализован всего за два года

## Дартс
В 1998 году Виктор Бурдук по просьбе федерации дартс Донецкой области изготовил переходящий кубок для Журналистской лиги. Кубок представляет собой кованую кружку с откидной крышкой, которая стилизована как мишень дартс с тремя воткнутыми дротиками. На оперении дротиков команды-победительницы гравировали свои названия. Команда кузнечного предприятия «Гефест» принимала участие в турнирах «Кованой кружки» и пять раз побеждала в них.
Позднее был создан женский приз «Кованая Роза», так как появилось достаточное количество женских команд. «Кованая Роза» представляет собой розу, стебель которой переходит в дротик, воткнутый в подставку-мишень..
В 2003 году был учреждён Кубок для профессиональных игроков «Кованый дротик», для которого был изготовлен приз в виде дротика высотой 1 метр на подставке в виде дартс-мишени? на котором указывается имя победителя. В 2004 году турнир стал международным. Турнир 2008 года проводился в соляной шахте города Соледар на глубине 300 метров.
В 2010 году, по просьбе Ассоциации Дартс Донбасса, специально для турнира «donbass.NAME-CUP» был изготовлен специальный переходящий трофей: полусфера символизирующая планету, со схематично обозначенной Украиной; в районе Донбасса воткнут дротик; параллели и меридианы расчерчены на полушарии как на доске для игры в дартс. Являясь участником этого турнира, Виктор Бурдук становился победителем дважды: в 2009 и 2010 годах.
26 февраля 2011 года, на Первом открытом первенстве Ассоциации Дартс Донбасса среди женщин, Виктором Бурдуком был презентован специально изготовленный для этого турнира переходящий приз — «Кубок амазонок». Приз представляет стилизованную девушку с дротиком в характерной для метания стойке.